# 726
726 (DCCXXVI) fue un año común comenzado en martes del calendario juliano, en vigor en aquella fecha.

## Acontecimientos
- Se inicia la querella de las imágenes en el Imperio bizantino.
- Levantamiento en Venecia contra Bizancio. La causa de los disturbios masivos fueron los decretos iconoclastas del emperador León III. Pocos días después, se presentaron demandas políticas para una amplia autonomía dentro del Imperio Bizantino y el derecho de nombrar al gobernante de la región: Doge. Deseando conservar las ganancias del tesoro del segundo puerto más importante del Imperio y no tener los recursos para hacer frente a una región bien fortificada y armada, Bizancio está de acuerdo con todos los requisitos establecidos.
- Finaliza el reinado de Ine de Wessex.

## Nacimientos
- Grifón, duque de Maine.
- Paulino, patriarca de Aquilea.
- Orso Ipato primer dux de Venecia.

## Fallecimientos
- Anbasa ibn Suhaym al-Kalbi, valí español.